# Massacre de Schletz
Lors du massacre de Schletz, plus de 200 personnes du Néolithique ont été tuées par un instrument contondant vers 5000 av. J.-C., à l'époque de la culture rubanée, avant d'être négligemment jetées dans une fosse commune, près du village de Schletz, dans la commune d'Asparn an der Zaya, en Basse-Autriche.

## Historique
Le site néolithique de Schletz, à environ 50 kilomètres au nord de Vienne, a été découvert par archéologie aérienne, puis fouillé entre 1983 et 2005.

## Description
Le site correspond à un ancien village, entouré par un fossé de forme ovale d'un diamètre longitudinal de 330 mètres, double par endroits et à usage probable de fortification. Le fossé avait une largeur allant jusqu'à quatre mètres et une profondeur de deux mètres. Plusieurs ponts en terre permettaient d'accéder à l'intérieur du village, où les traces d'au moins 12 maisons longues ont été identifiées.

## Gisement humain
Au cours des fouilles, qui ont couvert environ 20 % du site, les squelettes d'environ 200 individus ont été découverts dans le fossé extérieur, dont la plupart sont morts des suites de graves blessures au crâne causées par une force contondante, et dans un cas également par tir de flèche. Les corps sont restés à l'air libre pendant un certain temps, de sorte que la position de certains cadavres a été modifiée par les animaux. Les morts - hommes, femmes et enfants - étaient pour la plupart couchés, des bras ou des jambes manquaient sur de nombreux squelettes examinés et des crânes sectionnés ont également été trouvés séparément. Il est remarquable qu'il n'y ait pratiquement aucune jeune femme parmi les morts. Il est probable que tous les habitants ont été tués ou capturés lors d'une attaque contre le village. Après cela, le village n'a plus jamais été habité.
Selon les analyses, tous les morts ont été enterrés il y a environ 7 000 ans, au début du Néolithique. Le massacre de Schletz est donc contemporain des massacres de Kilianstädten (Hesse) et de Talheim (Bade-Wurtemberg).